# Théodore Charles de Hédouville
Pour les articles homonymes, voir Hédouville.
Théodore Charles Joseph, comte de Hédouville (3 septembre 1767 à Laon - 19 janvier 1846 à Paris) est un militaire et diplomate français du XIXe siècle.

## Biographie
Théodore Charles Joseph de Hédouville, issu de la branche ainée de la famille de Hédouville, entre à l'école militaire de Brienne-le-Château en 1776. Il y croise, en 1779, un jeune Corse de deux ans son cadet, Napoleone Buonaparte.
Nommé lieutenant au corps royal d'artillerie (régiment de Grenoble en 1785), il est capitaine en 1789. Il émigre en Espagne (1792) où il sert comme capitaine dans l'artillerie espagnole.
En 1800, il rentre en France et devient aide de camp de son frère Gabriel, alors général de division.
Hédouville Cadet entre ensuite dans la diplomatie et devient secrétaire d'ambassade à Rome (1804), puis ministre plénipotentiaire à Ratisbonne près de l'électeur chancelier du Saint-Empire romain germanique (1805).
De 1806 à 1813[réf. à confirmer], il représente les intérêts de la France à Francfort près de Mgr Charles-Théodore de Dalberg, prince primat de la confédération du Rhin.
Comte de l'Empire en 1809, il est compris, le 30 juin 1811, dans la promotion des officiers de l'ordre de la Légion d'honneur.
Il est par la suite chef de bataillon attaché à l'état-major de la 1re division militaire.
Le gouvernement de la Restauration le fait chevalier de Saint-Louis (1814) et colonel d'infanterie (1817) et l'envoie, comme « commissaire du roi », à Varsovie de 1818 à 1826.
Le comte de Hédouville, qui fut sans union ni postérité, « aimait et cultivait les lettres ».

## Titres
- Comte Hédouville et de l'Empire (lettres patentes du 31 décembre 1808, Paris) ;

## Distinctions
- Légion d'honneur[6] :
  - Légionnaire (23 octobre 1807), puis,
  - Officier de la Légion d'honneur (30 juin 1811) ;
- Chevalier de Saint-Louis (1814).

## Armoiries
| Figure | Blasonnement |
|        | Armes de la famille de Hédouville D'or au chef d'azur chargé d'un lion léopardé d'argent, lampassé de gueules. Supportsdeux lions au naturel. Devise« Totum pro Deo et Rege, ».                                                         |
|        | Armes du comte Hédouville et de l'Empire Coupé le premier parti d'azur au signe des comtes ministres employés à l'extérieur et d'azur au lion rampant d'argent, lampassé de gueules le deuxième d'or. - Livrées : bleu, blanc et jaune. |